# Xã Grove Lake, Quận Pope, Minnesota
Xã Grove Lake (tiếng Anh: Grove Lake Township) là một xã thuộc quận Pope, tiểu bang Minnesota, Hoa Kỳ. Năm 2010, dân số của xã này là 255 người.